# 221 km (obwód moskiewski)
221 km (ros. 221 км) – przystanek kolejowy w miejscowości Pokrowka, w rejonie narofomińskim, w obwodzie moskiewskim, w Rosji. Położony jest na Wielkim Pierścieniu Kolei Moskiewskiej.